# Wofford Heights
Wofford Heights est une census-designated place du comté de Kern, dans l'État de Californie, aux États-Unis,. En 2020, elle compte une population de 2 213 habitants.